# Tröbings
Tröbings ist eine Ortschaft und eine Katastralgemeinde in der Marktgemeinde Ludweis-Aigen im niederösterreichischen Waldviertel. Die Ortschaft hat 47 Einwohner (Stand 1. Jänner 2024).

## Geografie
Das mit einem Anger angelegte Dorf liegt heute an der Landesstraße L52. Beim Ort zweigt die L8046 nach Drösiedl ab. Am 1. April 2020 umfasste die Ortschaft 20 Adressen.

## Geschichte
Die erste urkundliche Erwähnung erfolgte um das Jahr 1230; der Ortsname leitet sich vom slawischen Personennamen Trebek her.
Im Jahr 1822 wurde der Ort als Dorf mit 17 Häusern genannt, das nach Aigen eingepfarrt war, wohin auch die Kinder eingeschult wurden. Die Herrschaft Drösidl besaß die Ortsobrigkeit, übte die Landgerichtsbarkeit aus, besorgte die Konskription und hatte die Grundherrschaft inne.
Laut Adressbuch von Österreich waren im Jahr 1938 in Tröbings mehrere Landwirte ansässig.

## Siedlungsentwicklung
Zum Jahreswechsel 1979/1980 befanden sich in der Katastralgemeinde Tröbings insgesamt 32 Bauflächen mit 16.887 m² und 38 Gärten auf 22.999 m², 1989/1990 gab es 32 Bauflächen. 1999/2000 war die Zahl der Bauflächen auf 51 angewachsen und 2009/2010 bestanden 30 Gebäude auf 71 Bauflächen.

## Bodennutzung
Die Katastralgemeinde ist landwirtschaftlich geprägt. 146 Hektar wurden zum Jahreswechsel 1979/1980 landwirtschaftlich genutzt und 58 Hektar waren forstwirtschaftlich geführte Waldflächen. 1999/2000 wurde auf 146 Hektar Landwirtschaft betrieben und 59 Hektar waren als forstwirtschaftlich genutzte Flächen ausgewiesen. Ende 2018 waren 143 Hektar als landwirtschaftliche Flächen genutzt und Forstwirtschaft wurde auf 59 Hektar betrieben. Die durchschnittliche Bodenklimazahl von Tröbings beträgt 28,1 (Stand 2010).